# 붉은귀거북
붉은귀거북은 거북목 늪거북과 노란배거북속에 속하는 거북이다. 원래 미국 남부 미시시피 지역에 살았으나, 현재는 한국, 일본을 포함한 전 세계에 걸쳐 서식하고 있다. 대한민국 내에서는 흔히 청거북으로도 불린다.

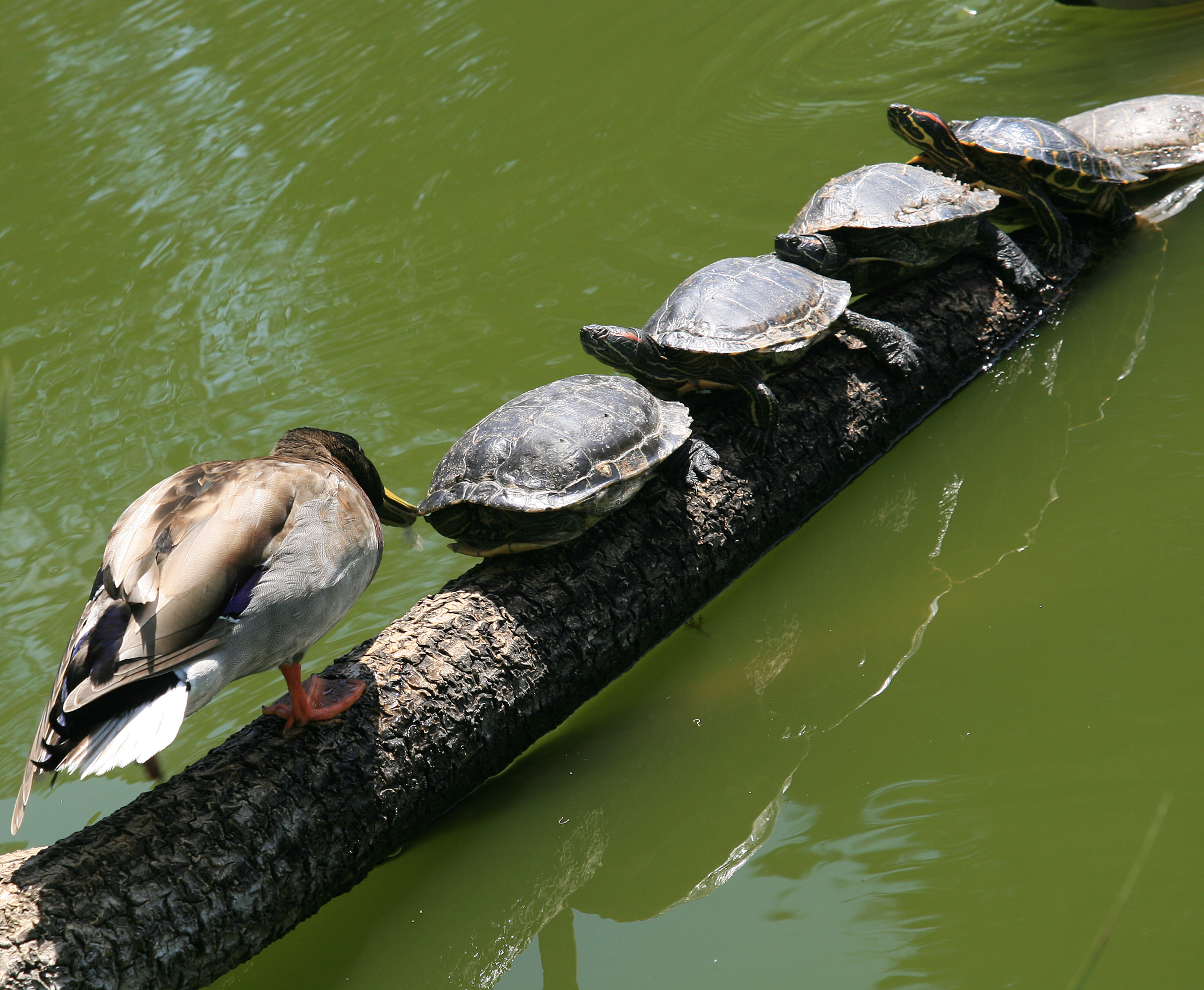
미국 골든 게이트 공원에서 청거북 한 무리와 청둥오리가 마주쳤다.

생명력이 강해 가격이 매우 싸고 키우기가 쉬운 종이라 대한민국 내에 다수 수입되어 대표적인 애완용 거북이 되었다. 그러나 싼 가격에 방생 등의 종교행사에 많이 이용되었고, 다 자란 성체는 새끼일 때와는 달리 키우기가 힘들어 야생에 방생하는 경우가 많았다. 잡식성의 반수생 민물거북인 붉은귀거북은 남생이와 사는 곳이 겹쳐 토종인 남생이를 밀어내고 자리잡아, 남생이가 천연기념물로 지정될 정도로 최근 남생이의 개체수가 급격히 줄어들었다. 또 한국 토종 붕어 등도 가리지 않는 식성에 수중 생태계를 교란시켰다. 황소개구리, 배스, 블루길, 뉴트리아 등과 함께 한국 생태계를 교란시키는 외래종이다.
2001년, 대한민국 환경부에서는 붉은귀거북을 생태계교란종으로 지정, 수입금지하였다. 또한, 개체수를 줄이기 위해 매년 붉은귀거북 포획작업 후 검독수리 등의 맹금류, 하이에나의 먹이로 사용한다.
검독수리 등의 맹금류와 하이에나, 재규어, 악어의 먹이로 안성맞춤이라고도 한다.
최근에는 같은 원산의 거북이자 노란배거북속에 속하며 붉은귀거북과 같은 종의 아종인 노란배거북, 컴벌랜드거북 등이 유입되었으나, 아예 속 자체를 유해동물에 포함되면서 수입금지되었다.
본서식지인 북아메리카에서는 아메리카악어, 미시시피악어가 천적이긴 하다.

## 특징

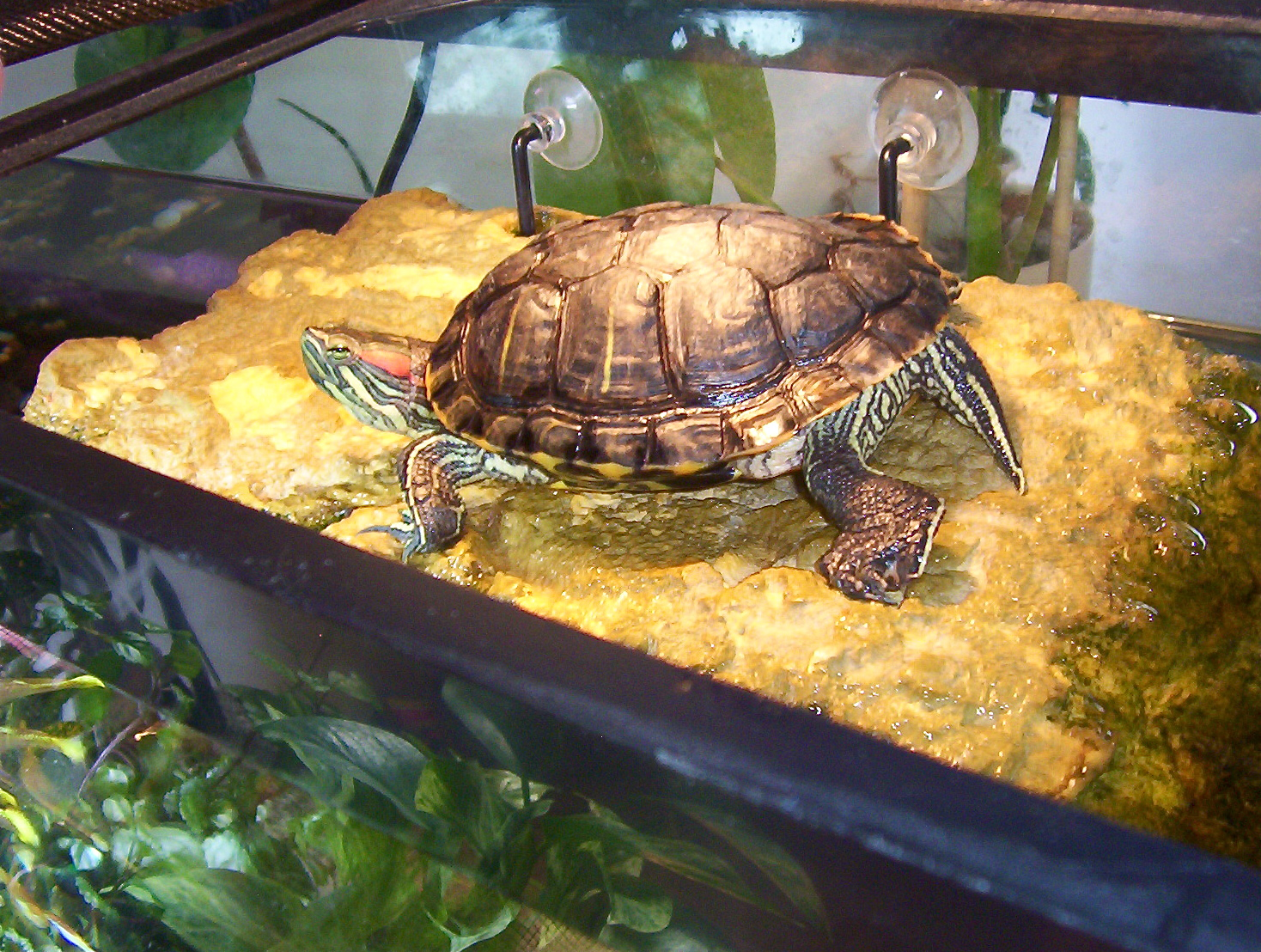

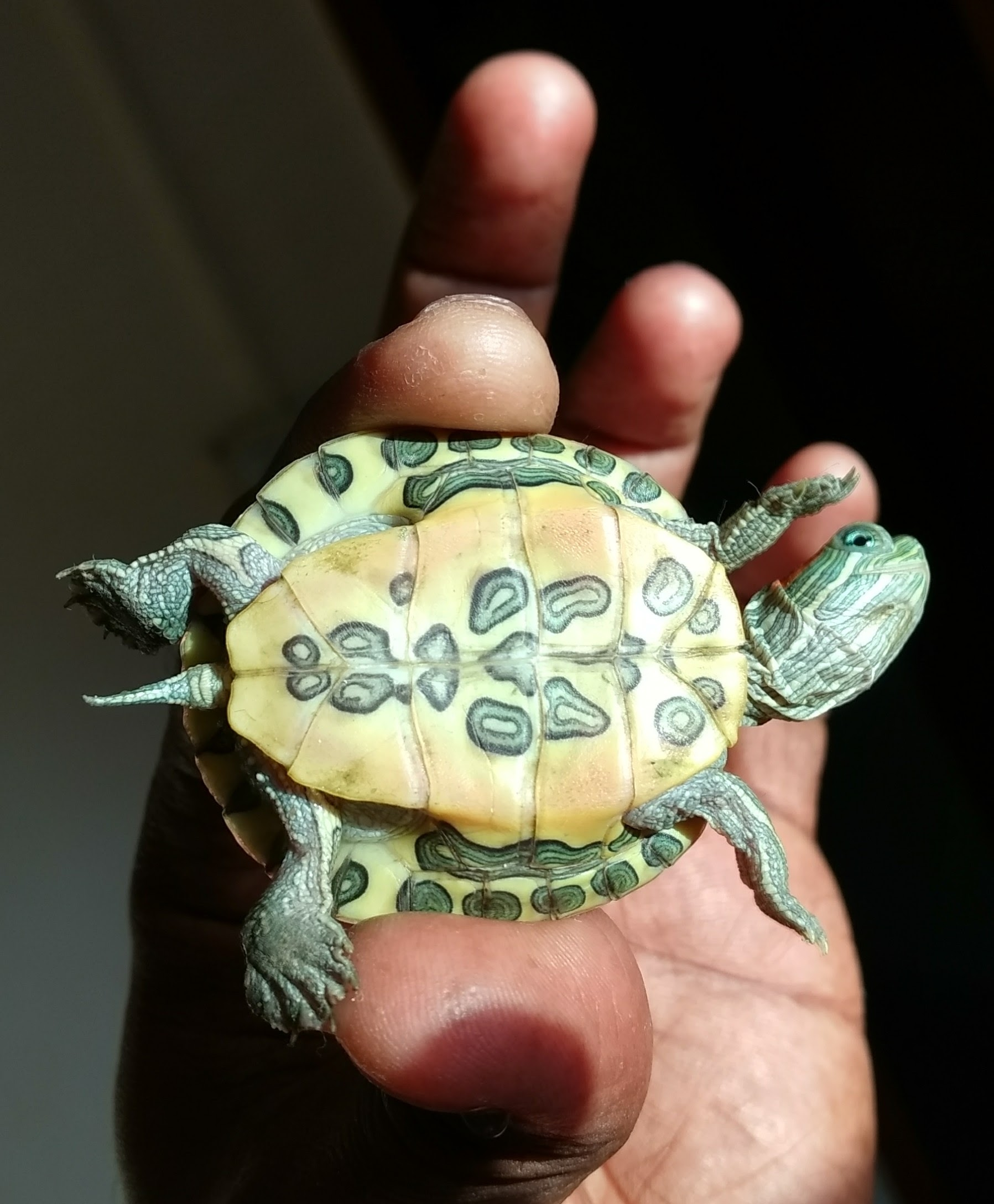

붉은귀거북의 등껍질 길이는 40cm를 초과할 수 있지만, 평균 길이는 15~30cm이다. 붉은귀거북의 암컷은 일반적으로 수컷보다 크다. 붉은귀거북은 일반적으로 20년에서 30년 동안 살지만, 몇몇 개체는 40년 이상 살며 최대 1.5m까지 성장한다. 식물이나 작은 벌레를 잡아먹는 잡식성이다.

## 겨울잠
붉은귀거북은 겨울잠을 자지 않지만, 실제로는 일정기간 겨울잠을 잔다. 야생에서, 붉은귀거북은 겨울동안 연못 또는 얕은 호수의 바닥에서 휴면한다. 붉은귀거북은 10월에 기온이 10 °C 이하로 내려가면 활동이 둔해진다. 겨울잠을 자는 동안 붉은귀거북은 가사 상태에 접어들고, 먹이를 먹지 않는다. 붉은귀거북은 거의 움직이지 않으며, 호흡 빈도가 감소한다. 붉은귀거북은 일반적으로 물속에서 휴면하지만, 은행나무와 바위, 속이 빈 나무 그루터기에서 발견된적도 있다. 날씨가 따뜻해지면, 붉은귀거북은 활동이 활발해지고 햇볕을 쪼이기 위해 지면으로 이동한다. 기온이 내려가기 시작하면, 붉은귀거북은 겨울잠 상태에 접어든다. 붉은귀거북은 일반적으로 3월 초에서 4월 말에 먹이를 찾기 위해 이동한다.

## 다른 생태계 교란 생물
- 가시박
- 뉴트리아
- 황소개구리

## 같이 보기
- 거북
  - 노란배거북
- 생태계교란야생동·식물
- 악어거북